# Campaniloidea
Campaniloidea zijn een superfamilie van weekdieren uit de klasse van de Gastropoda (slakken).

## Taxonomie
De volgende families zijn bij de superfamilie ingedeeld:
- Ampullinidae Cossmann, 1919
- Campanilidae Douvillé, 1904
- Diozoptyxidae Pchelintsev, 1960 †
- Gyrodidae Wenz, 1938 †
- Metacerithiidae Cossmann, 1906 †
- Plesiotrochidae Houbrick, 1990
- Settsassiidae Bandel, 1992 †
- Trypanaxidae Gougerot & Le Renard, 1987 †
- Tylostomatidae Stoliczka, 1868 †
- Vernediidae Kollmann, 2005 †

### Synoniemen
- Ampullospiridae Cox, 1930 † => Ampullinidae Cossmann, 1919
- Globulariidae Wenz, 1941 => Ampullinidae Cossmann, 1919
- Gymnocerithiidae Golikov & Starobogatov, 1987 † => Diozoptyxidae Pchelintsev, 1960 †
- Pseudamauridae Kowalke & Bandel, 1996 † => Ampullinidaee Cossmann, 1919